# Phoradendron gundlachii
Phoradendron gundlachii är en sandelträdsväxtart som beskrevs av Krug & Urb.. Phoradendron gundlachii ingår i släktet Phoradendron och familjen sandelträdsväxter. Inga underarter finns listade i Catalogue of Life.